# Volgorečensk
Volgorečensk (rusky Волгореченск) je město v Kostromské oblasti v Ruské federaci. Při sčítání lidu v roce 2010 mělo přes sedmnáct tisíc obyvatel.

## Poloha a doprava
Volgorečensk leží na pravém, jižním břehu Volhy. Od Kostromy, správního střediska oblasti, je vzdálen přibližně čtyřicet kilometrů jihovýchodně.
Začíná zde třicet kilometrů dlouhá vedlejší železniční trať do Furmanova, kde se napojuje na trať z Jaroslavle do Ivanova.

## Dějiny
Volgorečensk byl založen v roce 1964 v souvislosti se stavbou Kostromské elektrárny rovnou jako sídlo městského typu. Městem je od roku 1994.